# Pierluigi Casiraghi
Pierluigi Casiraghi (ur. 4 marca 1969 w Monzy) – włoski piłkarz grający na pozycji napastnika. W 1998 stał się głośny jego transfer do rosnącej w potęgę drużyny Chelsea FC, gdzie występować miał u boku Gianfranco Zoli i Briana Laudrupa. W drużynie „niebieskich” wystąpił jednak jedynie 10 razy, strzelając jednego gola. Po brutalnym faulu i przeciągającej się kontuzji musiał przedwcześnie zakończyć karierę reprezentacyjną i klubową. Po zakończeniu kariery rozpoczął karierę trenerską. Pełnił między innymi funkcję selekcjonera reprezentacji olimpijskiej Włoch na olimpiadzie w Pekinie.